# Рівна оплата за рівну працю

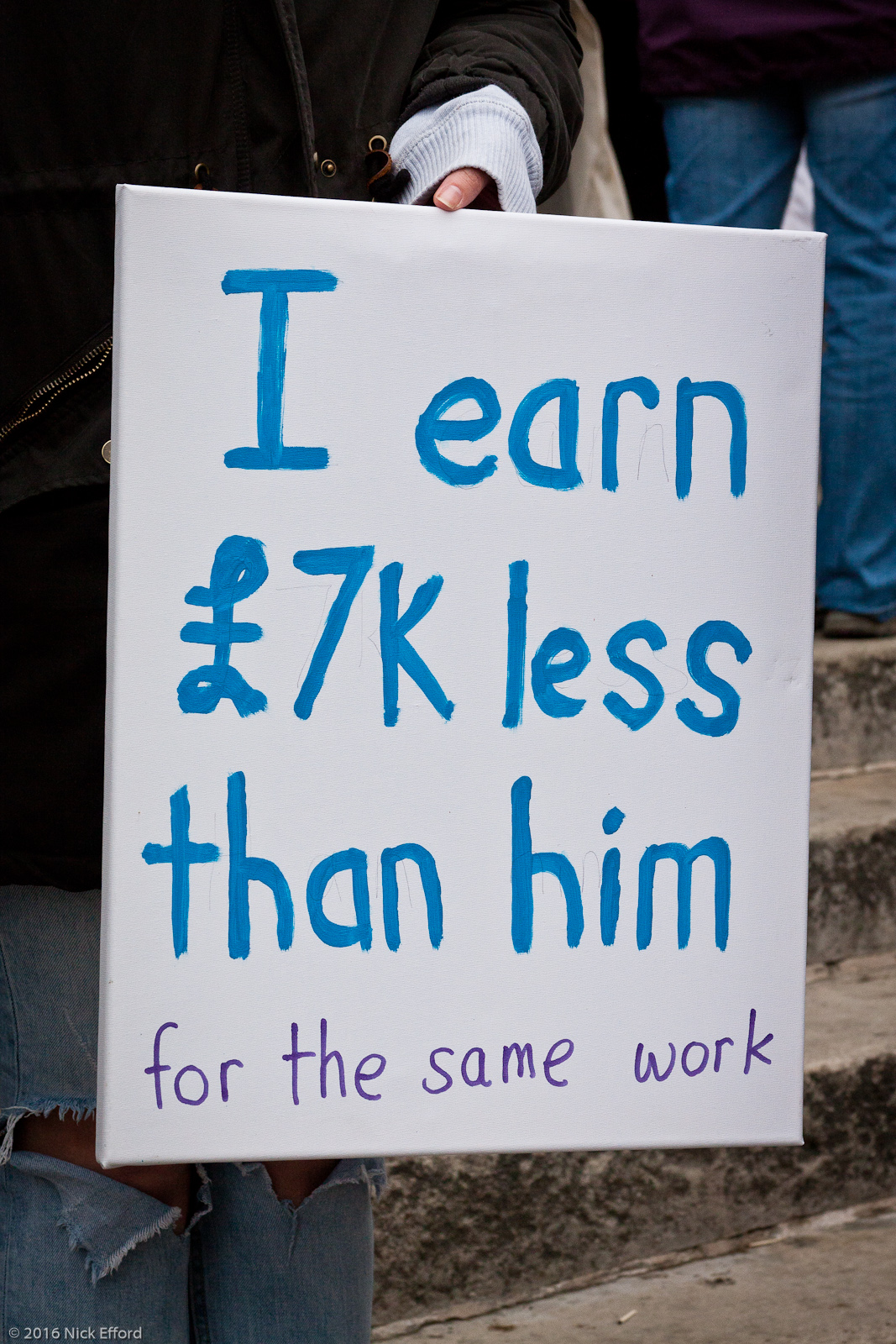
Жінка тримає плакат: Я заробляю на 7000 фунтів менше за нього за ту саму роботу

Рівна оплата за рівну працю (англ. Equal pay for equal work) ― концепція трудових прав, згідно з якою жінкам, що перебувають на однаковій посаді, виконують ідентичну роботу з однаковою кваліфікацією в одних і тих же умовах праці, що й чоловіки, надається така ж, як і чоловікам, заробітна плата. Використовується в контексті дискримінації жінок на ринку праці, а саме гендерного розриву в оплаті праці. Рівна заробітна плата належить до повного спектра виплат та пільг, включаючи основну заробітну плату, виплати без заробітної плати, премії та надбавки. Деякі країни у вирішенні питання рівної оплати рухаються швидше за інші.

## Рання історія
Оскільки заробітна плата формалізувалася під час Промислової революції, жінкам часто за ідентичну працю платили менше, ніж чоловікам, з аргументацією щодо статі або під іншим приводом.
Принцип рівної оплати за рівну працю виник під час фемінізму першої хвилі. Перші зусилля щодо рівної заробітної плати були пов'язані з активізмом профспілок XIX ст. в промислово розвинутих країнах: наприклад, серія страйків жіночих профспілок у Великій Британії в 1830-х. Тиск з боку профспілок мав різні наслідки: профспілки іноді сприяли консерватизму.
Керрі Ештон Джонсон ― американська суфражистка, яка пов'язала рівність заробітної плати жінок з питанням виборчого права для жінок. У 1895 році газета Chicago Tribune писала: «Коли жінкам дадуть бюлетень, за рівну працю буде однакова оплата».
Після Другої світової війни профспілки та законодавчі органи промислово розвинених країн поступово почали сприймати принцип рівної оплати за рівну працю; одним із прикладів цього процесу є запровадження Великою Британією Закону про рівну оплату праці 1970 року у відповідь як на Римські договори, так і на страйк швейних машин Форда 1968 року. Пізніше європейські профспілки продовжували чинити тиск на держави та роботодавців щодо прогресу в цьому напрямку.

## Міжнародне право прав людини
У міжнародному праві прав людини заявою про рівну оплату є Конвенція про рівну винагороду 1951 року, Конвенція 100 Міжнародної організації праці, органу ООН. Конвенція стверджує, що:
Кожен член, за допомогою відповідних методів, що діють для визначення ставок винагороди, сприяє та, наскільки це узгоджується з такими методами, забезпечує застосування до всіх працівників принципу рівної винагороди для робітників за роботу рівної вартості.
Рівна оплата за рівну працю також забезпечується статтею 7 Міжнародного пакту про економічні, соціальні та культурні права, статтею 4 Європейської соціальної хартії та статтею 15 Африканської хартії прав людини і народів. Конституція Міжнародної організації праці також проголошує «принципи рівної винагороди за однакову вартість».

## Правове регулювання

### Євросоюз/Європейський економічний простір
Післявоєнна Європа бачила досить послідовну модель участі жінок на ринку праці та законодавства, спрямованого на забезпечення рівної оплати за рівну працю в країнах Сходу та Заходу.
Деякі країни, що зараз перебувають у ЄС, у тому числі Франція, Німеччина та Польща, вже застосовували принцип рівної оплати за рівну працю в своїх конституціях до заснування ЄС (див. Таблицю нижче). Коли в 1957 р. було засновано Європейське економічне співтовариство, згодом Європейський Союз (ЄС), принцип рівної оплати за рівну працю був названий ключовим. Стаття 141 Римського договору говорить: «кожна держава-член повинна забезпечити застосування принципу рівної оплати праці працівників чоловічої та жіночої статі за рівну роботу або роботу однакової вартості».
На національному рівні принцип рівної оплати праці в цілому повною мірою відображений у законодавстві 28 країн-членів ЄС та країн Європейської економічної зони (ІАЕС), Ісландії, Ліхтенштейну та Норвегії. Країни-кандидати в ЄС, Македонія та Туреччина, також адаптували своє законодавство до стандартів ЄС.
| Країна          | Роки врегулювання            | Основні правові положення, що регулюють рівну оплату праці жінок та чоловіків на ідентичних посадах |
| --------------- | ---------------------------- | --- |
| Австрія         | 1979                         | Закон 1979 р. Про рівне ставлення до чоловіків і жінок (зі змінами, внесеними після цього) |
| Бельгія         | 1975, 1999                   | Закон 1999 року про рівне ставлення до чоловіків і жінок (статті 12 та 25) та Королівський указ від 9 грудня 1975 року |
| Болгарія        |                              | Рівна оплата за рівну працю, включена до трудового кодексу |
| Чехія           | 1991, 1992                   | Оплата праці регулюється Законом № 1/1992 зб. щодо заробітної плати, винагороди за понаднормовий час та середнього доходу та згідно із Законом № 43/1991 зб. про заробітну плату та винагороду за понаднормові роботи в державних та деяких інших організаціях та органах. |
| Данія           | 1976                         | Закон 1976 року про рівну оплату праці для чоловіків і жінок, зі змінами, внесеними з урахуванням додаткових пунктів |
| Фінляндія       | 1995                         | Конституція 1995 року (розділ 5, пункт 4) та Закон про рівність між чоловіками та жінками (пункт 8 розділу 8) |
| Франція         | 1946                         | Конституція 1946 р. Та статті L.140.2 і далі Трудовий кодекс |
| Німеччина       | 1949                         | Конституція 1949 року або «Основний закон» (стаття 3) |
| Греція          | 1975                         | Конституція 1975 року (стаття 22 (1)) зі змінами, внесеними у 2001 році, та Закон 1484/1984 (стаття 4) |
| Угорщина        |                              | Рівна оплата за рівну працю раніше була включена до конституції, але вона змінилася; нині існує лише рівність між чоловіками та жінками, а оплата праці передбачена Трудовим кодексом. |
| Ісландія        | 1961, 1976, 2008, 2012, 2017 | Закон 1961 року про рівну оплату праці (№ 60 / 1961), Закон 1976 року про рівноправність жінок і чоловіків (№ 78 / 1976), Закон 2008 року про рівний статус та рівні права жінок і чоловіків (№ 10 / 2008) та доповнення, додане до закону в 2017 році: Закон про сертифікацію рівної оплати праці відповідно до стандарту рівної оплати праці, введеного в 2012 році (ÍST 85: 2012) |
| Ірландія        | 1974, 1977, 1998             | Закон 1998 р. Про зайнятість (IE9909144F) скасовує Закон 1974 р. Про боротьбу з дискримінацією (оплата праці) та Закон про рівність зайнятості 1977 р. |
| Ізраїль         | 1996, 1998                   | Закон 1998 р. Про можливість рівності в роботі та 1996 р. Закон про рівну оплату праці робітниці та робітниці |
| Італія          | 1977                         | Конституція (статті 3 та 37), Закон 903/1977 (стаття 2) та Закон 125/1991 |
| Латвія          |                              | Рівна оплата за рівну працю, включена до трудового кодексу |
| Ліхтенштейн     |                              | Рівна оплата за рівну роботу, включена до цивільного кодексу |
| Литва           |                              | Рівна оплата за рівну працю, включена до трудового кодексу |
| Люксембург      | 1974, 1981                   | Закон 1981 р., Що стосується рівного ставлення до чоловіків і жінок, та постанова Великого князівства 1974 р. Про рівну оплату чоловіків і жінок (статті 1, 2, 3 (1), 3 (2) та 4) |
| Мальта          |                              | Конституція (стаття 14) та Закон про рівність чоловіків та жінок |
| Нідерланди      | 1994                         | Конституція (стаття 1) та Закон 1994 року про рівний режим |
| Норвегія        | 1978                         | Закон 1978 року про гендерну рівність |
| Польща          | 1952, 1997                   | Стаття 33.2 глави II Конституції 1997 р. Закріплювала принцип рівної оплати за рівну працю, вже включений до Конституції 1952 р. |
| Португалія      | 1997                         | Конституція (стаття 59) та Закон 105/1997, що стосуються рівного ставлення до праці та на роботі |
| Румунія         |                              | Рівна оплата за рівну працю, включена в конституцію |
| Словаччина      |                              | Рівна оплата за рівну працю, включена в конституцію |
| Іспанія         |                              | Конституція (стаття 35) та Статут трудящих (статті 17 та 28). |
| Швеція          | 1980                         | Закон 1980 року про рівність між чоловіками та жінками / Закон про рівні можливості, із змінами, внесеними після |
| Велика Британія | 1970                         | Закон про рівну оплату праці 1970 року зі змінами, внесеними Положеннями про рівну вартість 1983 року, та Закон про дискримінацію за статтю 1975 та 1986 років, замінений Законом про рівність 2010 року |

### Ісландія
Закон про сертифікацію рівної оплати праці на основі стандарту рівної оплати праці в Ісландії (оновлений 2018)
Ісландія запровадила стандарт рівної оплати праці у 2012 році, ÍST 85: 2012 (Система рівної заробітної плати ― вимоги та вказівки). Стандарт був розроблений ісландськими профспілками, конфедерацією роботодавців та урядовцями, маючи на увазі, що він допоможе роботодавцям запобігти дискримінації заробітної плати та дозволить їм пройти сертифікацію.
У 2017 році уряд Ісландії вирішив внести поправку до закону 2008 року про Закон про рівний статус та рівні права жінок і чоловіків (№ 10 / 2008). Поправка є законом про сертифікацію рівної заробітної плати та введена в дію 1 січня 2018 року. Відповідно до поправки, компанії та установи, в яких працюють 25 або більше працівників, щорічно повинні будуть отримувати сертифікат рівної оплати праці та її впровадження. Мета цієї обов'язкової сертифікації полягає у забезпеченні виконання чинного законодавства, що забороняє дискримінаційну практику за ознакою статі та вимагає, щоб жінки та чоловіки, які працюють в одного роботодавця, отримували рівну заробітну плату та мали однакові умови зайнятості на одних і тих самих роботах або роботах однакової вартості.

### Сполучені Штати
Федеральний закон: Закон про рівну оплату праці 1963 року та Розділ VII Закону про громадянські права 1964 року
До XX століття жінки складали приблизно чверть робочої сили США, але все ще отримували зарплату набагато меншу, ніж чоловіки, незалежно від того, чи була це та сама робота чи інша. У деяких штатах існували різні дискримінуючі закони для жінок, наприклад, не працювати вночі чи обмежувати робочий час жінок. Жінки почали працювати більше на заводських робочих місцях під час Другої світової, коли чоловіки пішли на військову службу, проте розрив у зарплаті продовжував наростати під час війни. Національна рада з питань воєнних справ запровадила політику, покликану допомогти забезпечити рівну оплату для жінок, які безпосередньо замінювали чоловіків.
Перша спроба законодавства про рівну зарплату в США, HR 5056, «Заборона дискримінації в оплаті за статтю», була представлена конгресвумен Вініфред К. Стенлі з Баффало, штат Нью-Йорк, 19 червня 1944 р. Двадцять років потому закон, ухвалений федеральним урядом у 1963 р., забороняв виплачувати чоловікам і жінкам різну ставку заробітної плати за рівну роботу на роботах, які вимагають однакової кваліфікації, зусиль і відповідальності, і виконуються за однакових умов праці. Через рік після прийняття Закону про рівну оплату праці Конгрес прийняв Закон про громадянські права 1964 року. Розділ VII цього акту робить незаконною дискримінацію за ознакою раси, релігії, кольору шкіри або статі людини. Розділ VII регулює дискримінацію за ознакою статі ширше, ніж Закон про рівну оплату праці, який поширюється не лише на заробітну плату, але і на компенсації, умови чи привілеї при працевлаштуванні. Таким чином, згідно із Законом про рівну оплату праці та Розділом VII, роботодавець не може відмовити жінкам у рівній оплаті за рівну працю; відмовляти жінкам у підвищенні на службі чи підвищенні заробітної плати; маніпулювати оцінками робочих місць, щоб зменшити оплату праці жінок; або навмисно розподілити чоловіків та жінок на роботу відповідно до їх статі.
Оскільки Конгрес обговорював цей законопроєкт одночасно із вступом в дію Закону про рівну оплату праці, виникло занепокоєння щодо взаємодії цих двох законів, що призвело до прийняття Поправки сенатора Беннета, яка зазначає: «Згідно з цим підрозділом будь-який роботодавець не повинен вважати незаконною практику працевлаштування для диференціації за ознакою статі … якщо така диференціація дозволена положеннями [Закону про рівну оплату праці]». Виникла ще більша плутанина в тлумаченні цієї Поправки, яку вирішили суди.
Таким чином, федеральний закон США зараз стверджує, що «роботодавці не можуть виплачувати нерівну заробітну плату чоловікам і жінкам, які виконують роботи, що вимагають однакових навичок, зусиль та відповідальності та виконуються за однакових умов праці в одному закладі».

## Реалізація принципу рівної оплати

Відношення середньої жіночої зарплати до середньої чоловічої. Кожен колір позначає 5 % від середнього чоловічого заробітку. Синій — 0.90, коричневий — 0.12. Звіт 2010 року.

Вимога рівної оплати є у багатьох законодавствах, проте на практиці вона виконується рідко. Для початку, різницю в оплаті важко відслідкувати: цьому ефективно запобігають закони про прозорість.

### Закони про прозорість
Закони про прозорість ― це принципи відкритості та підзвітності, які вимагаються від підприємств та урядів. Закони про прозорість змушують компанії розкривати заробітну плату працівникам, роботодавцям та уряду. Гендерна різниця в оплаті праці визначається як середня різниця між компенсацією, що надається чоловікам і жінкам за їх службу або виконану роботу. Для зменшення цієї різниці запроваджуються закони про прозорість. Ці закони призвели до значного зменшення гендерного розриву, оскільки громадськість змогла побачити різницю в оплаті роботи жінок та чоловіків.
Без законів про прозорість роботодавці наймають більше жінок порівняно з чоловіками через нижчу заробітну плату жінкам. Роботодавці, які наймають рівне співвідношення чоловіків і жінок, покладають на компанії більше витрат на заробітну плату, оскільки заробітна плата чоловіків коштує дорожче.
Країни, які запровадили закони про прозорість, показали докази значних змін у зарплатах жінок. Прозорість не лише для уряду та роботодавців, а й серед працівників, дозволяє колегам спостерігати за зарплатою інших. Жінки, зокрема, можуть використовувати цю інформацію для досягнення рівності в оплаті праці. Це може допомогти зменшити нерівність в оплаті праці жінок, які працюють на тих самих роботах, що і чоловіки.

## Критика
Дехто  вважає, що урядові заходи щодо виправлення диспропорції в недоплаті жінкам є втручанням у систему добровільного обміну. Вони стверджують, що принциповим питанням є те, що роботодавець є власником роботи, а не уряд чи працівники. Роботодавець домовляється про роботу і платить відповідно до результатів роботи, а не відповідно до посадових обов'язків. Приватний бізнес не хотів би втрачати своїх найкращих виконавців, виплачуючи їм меншу компенсацію, і може не дозволити собі платити більше.
Однак Незалежний жіночий форум посилається на дослідження, яке аналізує розрив у заробітній платі, який може зникнути «при контролі за стажем, освітою та кількістю років роботи».